# Ga chợ Yeongdeungpo
Ga chợ Yeongdeungpo là ga trên Tàu điện ngầm vùng thủ đô Seoul tuyến 5.

## Bố trí ga
| Văn phòng Yeongdeungpo-gu ↑ |
| \| W/B                      |
| ↓ Singil                    |

| Hướng Tây  | ●Tuyến 5 | ← Hướng đi Banghwa                      |
| Hướng Đông | ●Tuyến 5 | → Hướng đi Hanam Geomdansan · Macheon → |

## Vùng lân cận
- Lối thoát 1: Trường tiểu học Yeongjung
- Lối thoát 2: Trường tiểu học Yeongdong
- Lối thoát 3: Chợ Yeongdeungpo
- Lối thoát 4: Chợ Jogwang